# 嫉妬 (1986年のテレビドラマ)
『嫉妬』（しっと）は、1986年にテレビ朝日系「土曜ワイド劇場」で放送されたテレビドラマ。主演は市原悦子。視聴率は13.9%。

## キャスト
- 杏子（ブティック経営者） - 市原悦子
- 大井雄吉（厚子の夫） - 橋爪功
- 氷見子（クラブのホステス） - 中村久美
- 杏子の母 - 風見章子
- 大井厚子（杏子の幼なじみ） - 野川由美子
- 出光元、藤江リカ、長谷川弘、須藤健、佐々木敏、渡辺佐和子、飯田創作、小堀一美、橋本千明、大内薫、清水愛、中川彩、小野智子、笹木剛

## スタッフ
- 原作 - 佐野洋『涼しい名前』
- 脚本 - 吉田剛
- 監督 - 田中登
- 音楽 - 甲斐正人
- プロデューサー - 小橋智子、篠原茂、杉本宏、辰野悦央
- 制作 - 朝日放送テレビ、テレパック